# Сарока Антон Геннадійович
Сарока Антон Геннадійович (біл. Антон Генадзевіч Сарока, нар. 5 березня 1992, Мінськ, Білорусь) — білоруський футболіст, півзахисник клубу БАТЕ та збірної Білорусі.

## Клубна кар'єра
Вихованець футбольної школи мінської «Зміни», згодом потрапив у «Динамо», де виступав за молодіжну команду. На початку 2010 року, після вдалих виступів за юнацьку збірну на меморіалі Гранаткіна в Санкт-Петербурзі, прийняв запрошення казанського «Рубіна». У сезоні 2010 року виступав за дубль казанського клубу, після чого повернувся до Білорусі, сезон 2011 році провів у мінському «Партизані-2».
На початку 2012 року проходив перегляд у латвійському «Вентспілсі» та «Городеї», однак лише влітку, залагодивши всі формальності з Рубіном, відправився в оренду до білоруського клубу.
У 2013 році, залишивши Рубін, підписав з «Городеєю» повноцінний контракт. Згодом зарекомендував себе як основний нападник «цукровиків». За підсумками сезону 2015 року допоміг клубу вийти у Вищу лігу. Дебютував у Вищій лізі 2016 року та став одним з найкращих бомбардирів команди в сезоні.
У грудні 2016 року підписав контракт з мінським «Динамо». У складі динамівців став основним нападником. Дебютним голом за клуб відзначився у воротах футбольному клубу «Гомель» в матчі 6-о туру чемпіонату Білорусі (1:0). У сезоні 2017 року з 12-а забитими м'ячами став найкращим бомбардиром команди у сезоні.
У липні 2018 року підписав 3-річний контракт з бельгійським «Локереном». Однак закріпитися в команді не вдалося, переважно виходив на поле на заміну або залишався на лавці запасних. У березні 2019 року, після того як «Локерен» втратив шанси залишитися в елітному дивізіоні, розірвав контракт з бельгійським клубом та перейшов вільним агентом у борисовський БАТЕ.

## Кар'єра в збірній
У 2012—2014 років виступав за молодіжну збірну Білорусі, де був основним нападником.
У травні 2017 року отримав дебютний виклик до національної збірної Білорусі (на товариську гру проти Швейцарії), однак прибути до розташування національної команди не зміг через військові збори. Дебютував за білоруську збірну 31 серпня 2017 року в поєдинку кваліфікації чемпіонату світу 2017 проти Люксебургу (0:1), вийшовши на заміну в другому таймі. Перший м'яч за збірну забив у ворота Франції (1:2).

## Статистика виступів

### Клубна
| Сезон       | Дивізіон | Клуб              | Країна   | Матчі | Голи |
| ----------- | -------- | ----------------- | -------- | ----- | ---- |
| 2007        | дубль    | «Динамо» (Мінськ) | Білорусь | 1     | 0    |
| 2010        | дубль    | «Рубін» (Казань)  | Росія    | 6     | 1    |
| 2011        | Д3       | «Партизан-2»      | Білорусь | 10    | 5    |
| 2012 (2)    | Д2       | «Городея»         | Білорусь | 8     | 0    |
| 2013        | Д2       | «Городея»         | Білорусь | 23    | 8    |
| 2014        | Д2       | «Городея»         | Білорусь | 29    | 12   |
| 2015        | Д2       | «Городея»         | Білорусь | 28    | 15   |
| 2016        | Д1       | «Городея»         | Білорусь | 25    | 8    |
| 2017        | Д1       | «Динамо» (Мінськ) | Білорусь | 30    | 12   |
| 2018 (1)    | Д1       | «Динамо» (Мінськ) | Білорусь | 11    | 4    |
| 2018/19 (1) | Д1       | «Локерен»         | Бельгія  | 17    | 1    |

### Голи за збірну
Рахунок та результат збірної Білорусі в таблиці подано на першому місці.
| №  | Дата              | Місце                                      | Суперник   | Рахунок | Результат | Змагання                           |
| -- | ----------------- | ------------------------------------------ | ---------- | ------- | --------- | ---------------------------------- |
| 1. | 10 жовтня 2017    | Стад-де-Франс, Париж, Франція              | Франція    | 1–2     | 1–2       | кваліфікація чемпіонату світу 2018 |
| 2. | 9 листопада 2017  | РСІ Вазгена Саркісяна, Єреван, Вірменія    | Вірменія   | 1–3     | 1–4       | Товариський матч                   |
| 3. | 27 березня 2018   | Стожиці, Любляна, Словенія                 | Словенія   | 2–0     | 2–0       | Товариський матч                   |
| 4. | 6 червня 2018     | РСК «Берестейський», Берестя, Білорусь     | Угорщина   | 1–0     | 1–1       | Товариський матч                   |
| 5. | 8 вересня 2018    | Динамо, Мінськ, Білорусь                   | Сан-Марино | 3–0     | 5–0       | Ліга D Ліга націй УЄФА 2018—2019   |
| 6. | 12 жовтня 2018    | Динамо, Мінськ, Білорусь                   | Люксембург | 1–0     | 1–0       | Ліга D Ліга націй УЄФА 2018—2019   |
| 7. | 18 листопада 2018 | Сан-Марино Стедіум, Серравалле, Сан-Марино | Сан-Марино | 2–0     | 2–0       | Ліга D Ліга націй УЄФА 2018—2019   |

## Досягнення

### Клубні
- Білоруська футбольна вища ліга
  -  Срібний призер (2): 2017, 2019

- Кубок Білорусі
  -  Володар (2): 2020, 2021

### Індивідуальні
- У списку 22 найкращих гравців чемпіонату Білорусі (1): 2017